# Borjád
Borjád es un pueblo ubicado en el distrito de Bóly, en el condado de Baranya, Hungría.

## Superficie
Posee una superficie de 15,59 kilómetros cuadrados.

## Demografía
Hasta 2019 la población era de 370 habitantes, con una densidad de población de 23,73 habitantes por kilómetro cuadrado.